# Henryk Bojm
Henryk Bojm (Jechiel Bojm) (Chil Bojm) (Yehiel Bojm), (ur. 1898, zm. 1943 w Warszawie) – polski fotograf prasowy i scenarzysta żydowskiego pochodzenia. Kronikarz życia w getcie warszawskim.

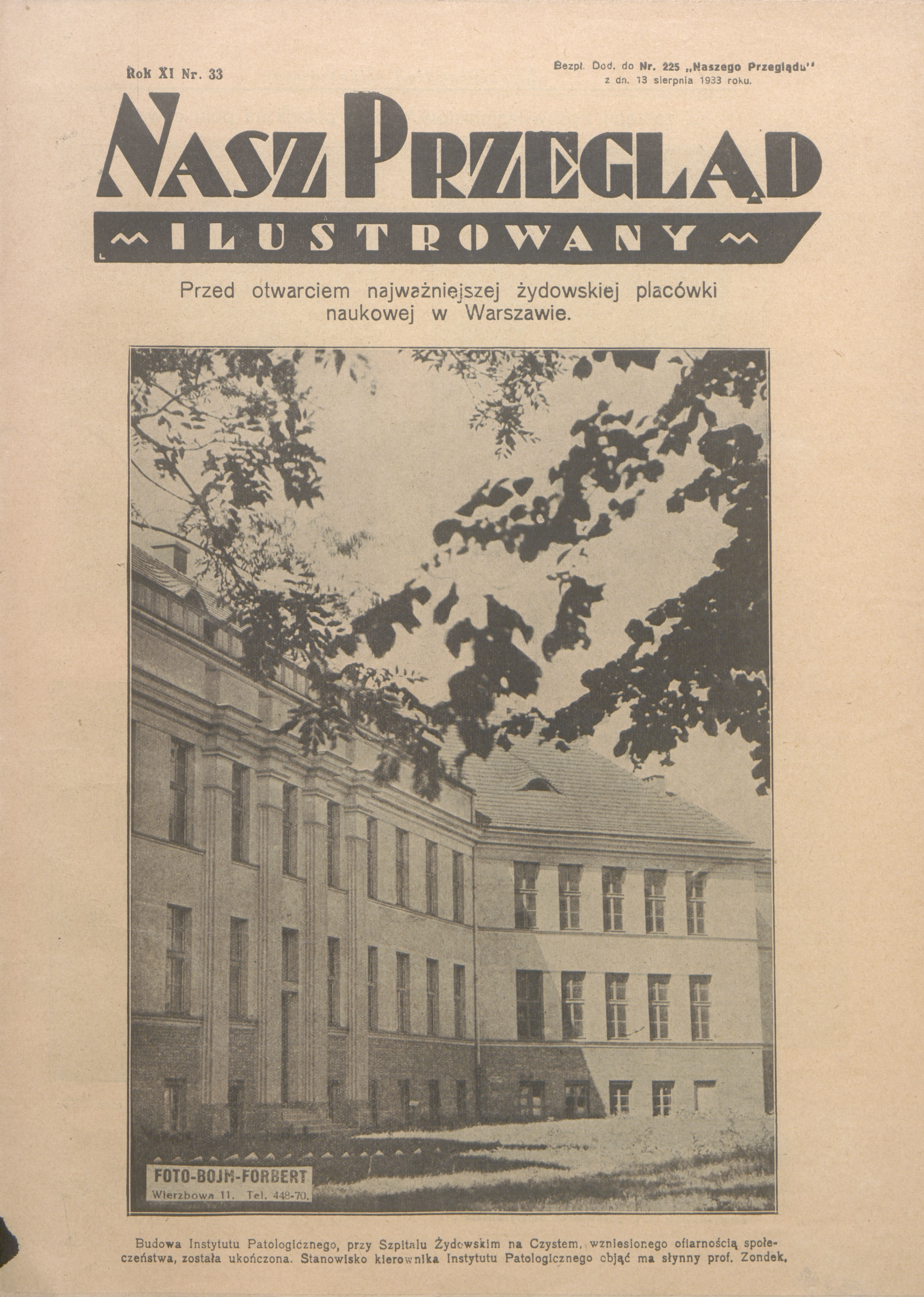
Jedno ze zdjęć Henryka Bojma z 1933 roku. Bojm był kronikarzem wydarzeń żydowskich i współpracownikiem Naszego Przeglądu. W getcie współpracował z Emanuelem Ringelblumem.

## Życiorys
Urodził się przypuszczalnie w 1898 roku. Był synem chasydzkiego kupca zbożowego z Sochaczewa. Od 1930 roku prowadził własne studio fotograficzne przy ulicy Królewskiej 29a w Warszawie. Ogłaszał, że wykonywa zdjęcia fotosowe na papierze Glacee, specjalnie dla konkursu – po cenach wyjątkowo przystępnych. Rok później wraz z Leonem Forbertem (1892–1938) zawiązał spółkę i razem prowadzili atelier Foto Forbert przy ulicy Wierzbowej 11. W 1934 roku w Monitorze Polskim pojawiło się ogłoszenie, że spółka jest w likwidacji. Od tego momentu studio działało jako agencja prasowa Foto Bojm-Forbert. 
Po śmierci Forberta w roku 1938 prowadził studio z jego synami, a następnie od 1939 roku samodzielnie. Współpracował ze studiem filmowym Leo-Film. Pisał scenariusze filmowe, m.in. do filmów w jidysz Ślubowanie oraz W lasach polskich. Był współpracownikiem czasopisma Nasz Przegląd, gdzie drukował zdjęcia w dodatku ilustrowanym.
Po zamknięciu granic dzielnicy żydowskiej przeniósł się na ulicę Elektoralną 7. W czasie okupacji niemieckiej wykonał około 1000 zdjęć w getcie warszawskim, m.in. dla Judenratu i dla Oneg Szabat. Na zlecenie Judenratu wykonał zdjęcia poświadczające pomoc społeczną udzielaną żydowskim dzieciom, starcom i osobom chorym przez American Joint Distribution Committee (Joint). Zdjęcia te miały potwierdzać właściwe wykorzystanie środków finansowych i nie oddawały rzeczywistości panującej w tworzonym getcie. Nie były jednak sztucznie aranżowane, tak jak wiele propagandowych obrazów niemieckich. Ukazują żydowskie instytucje charytatywne sprawujące opiekę nad ludnością cywilną – szpitale, przytułki, sierocińce. Studio Foto Forbert przy ulicy Wierzbowej 11 w 1940 roku przejęła Halina Skowrońska-Macherska. 
Został zabity wraz z żoną i synem Izraelem w schronie w czasie powstania w getcie warszawskim wiosną 1943.